# Corinna Miazga
Corinna Miazga (17 de maio de 1983 – 25 de fevereiro de 2023) foi uma política alemã. Nascida em Oldenburgo, Baixa Saxónia, representou a Alternativa para a Alemanha (AfD). Foi membro do Bundestag pelo estado da Baviera de 2017 até sua morte em 2023.

## Biografia
Ela tornou-se membro do Bundestag após as eleições federais alemãs de 2017. Foi membro da Comissão de Assuntos da União Europeia.
Morreu em 25 de fevereiro de 2023 devido ao câncer de mama.